# Kvalspelet till världsmästerskapet i fotboll 2006 (AFC)
AFC:s kvalspel till världsmästerskapet i fotboll för herrar 2006 spelades från 19 november 2003 och avslutades med AFC–Concacaf-playoffspelet. Kvalet spelades för att avgöra vilka lag fyra–fem AFC-lag som skulle få spela VM 2006 i Tyskland.

## Grundförutsättningar och kvalificerade nationer
39 av de då 44 nationerna anslutna till det asiatiska fotbollsförbundet (AFC) deltog i kvalspelet. Bhutan, Brunei, Kambodja och Filippinerna avstod. Burma fick inte delta som ett straff för att de drog sig ur efter lottningen av kvalet till VM i Sydkorea och Japan 2002.
Efter tre faser och 134 spelade matcher, eller egentligen 135 matcher och 75 minuter (beroende på två matcher som fick spelas om), stod det klart att Saudiarabien, Japan, Sydkorea och Iran kvalat in till VM i Tyskland 2006. De tre förstnämnda spelade även VM i Japan och Sydkorea 2002, medan Iran gör comeback och senast deltog i VM i Frankrike 1998. 
Bahrain, som hade chans att ta den femte VM-platsen, förlorade dock den interkonfederala playoffen mot Trinidad och Tobago

## Skiljeregler för gruppspel
I de fall flera lag hamnar på samma poäng kommer lagen att rankas enligt följande:[källa behövs]
1. Flest poäng i inbördes möten.
2. Bäst målskillnad i inbördes möten.
3. Flest gjorda mål i inbördes möten.
4. Bäst målskillnad i gruppens alla matcher.
5. Flest gjorda mål i gruppens alla matcher.
6. Playoff-match, med extra tid och straffar, på neutral plan.
7. Lottdragning.

## Första omgången
25 av de högst rankade nationerna gick direkt till andra omgången, medan övriga 14 nationer lottades in i dubbelmöten för att tävla om de resterande sju platserna.

### Dubbelmöten
| Lag 1            | Totalt | Lag 2        | Möte 1 | Möte 2 |
| Turkmenistan     | 13–0   | Afghanistan  | 11–0   | 2–0    |
| Kinesiska Taipei | 6–1    | Macao        | 3–0    | 3–1    |
| Bangladesh       | 0–4    | Tadzjikistan | 0–2    | 0–2    |
| Laos             | 0–3    | Sri Lanka    | 0–0    | 0–3    |
| Pakistan         | 0–6    | Kirgizistan  | 0–2    | 0–4    |
| Mongoliet        | 0–13   | Maldiverna   | 0–1    | 0–12   |
| Guam             | —      | Nepal        | —      | —      |

### Tabell för att utse bästa förloraren
Både Guam och Nepal drog sig ur kvalspelet, varpå Fifa beslutade att även den bästa förloraren i första omgången skulle få gå vidare till omgång två. Lagen rankades efter poäng, målskillnad och gjorda mål.[källa behövs]
| Nr | Lag         | S | V | O | F | GM | IM | MS  | P |
| -- | ----------- | - | - | - | - | -- | -- | --- | - |
| 1  | Laos        | 2 | 0 | 1 | 1 | 0  | 3  | −3  | 1 |
| 2  | Bangladesh  | 2 | 0 | 0 | 2 | 0  | 4  | −4  | 0 |
| 3  | Macao       | 2 | 0 | 0 | 2 | 1  | 6  | −5  | 0 |
| 4  | Pakistan    | 2 | 0 | 0 | 2 | 0  | 6  | −6  | 0 |
| 5  | Afghanistan | 2 | 0 | 0 | 2 | 0  | 13 | −13 | 0 |
| 6  | Mongoliet   | 2 | 0 | 0 | 2 | 0  | 13 | −13 | 0 |

## Andra omgången
De sju vidarekvalificerade lagen från första omgången delades, tillsammans med de 25 direktkvalificerade lagen, in i åtta grupper om fyra lag vardera. Lagen placerades i fyra olika seedningsgrupper baserade på lagens prestationer under VM-kvalet och -slutspelet 2002.
|                  | Grupp 1   | Grupp 2          | Grupp 3   | Grupp 4  | Grupp 5               | Grupp 6      | Grupp 7    | Grupp 8      |
| ---------------- | --------- | ---------------- | --------- | -------- | --------------------- | ------------ | ---------- | ------------ |
| Seedningsgrupp 1 | Iran      | Uzbekistan       | Japan     | Kina     | Förenade arabemiraten | Bahrain      | Sydkorea   | Saudiarabien |
| Seedningsgrupp 2 | Qatar     | Irak             | Oman      | Kuwait   | Thailand              | Syrien       | Libanon    | Indonesien   |
| Seedningsgrupp 3 | Jordanien | Palestina        | Indien    | Malaysia | Jemen                 | Kirgizistan  | Vietnam    | Turkmenistan |
| Seedningsgrupp 4 | Laos      | Kinesiska Taipei | Singapore | Hongkong | Nordkorea             | Tadzjikistan | Maldiverna | Sri Lanka    |

### Grupp 1
| Lag       | S | V | O | F | GM | IM | MS  | P  |
| --------- | - | - | - | - | -- | -- | --- | -- |
| Iran      | 6 | 5 | 0 | 1 | 22 | 4  | +18 | 15 |
| Jordanien | 6 | 4 | 0 | 2 | 10 | 6  | +4  | 12 |
| Qatar     | 6 | 3 | 0 | 3 | 16 | 8  | +8  | 9  |
| Laos      | 6 | 0 | 0 | 6 | 3  | 33 | −30 | 0  |

| Hemma \ Borta | Iran | Jordanien | Laos | Qatar |
| Iran          | —    | 0–1       | 7–0  | 3–1   |
| Jordanien     | 0–2  | —         | 5–0  | 1–0   |
| Laos          | 0–7  | 2–3       | —    | 1–6   |
| Qatar         | 2–3  | 2–0       | 5–0  | —     |

### Grupp 2
| Lag              | S | V | O | F | GM | IM | MS  | P  |
| ---------------- | - | - | - | - | -- | -- | --- | -- |
| Uzbekistan       | 6 | 5 | 1 | 0 | 16 | 3  | +13 | 16 |
| Irak             | 6 | 3 | 2 | 1 | 17 | 7  | +10 | 11 |
| Palestina        | 6 | 2 | 1 | 3 | 11 | 11 | 0   | 7  |
| Kinesiska Taipei | 6 | 0 | 0 | 6 | 3  | 26 | −23 | 0  |

| Hemma \ Borta    | Irak | Kinesiska Taipei | Palestina (stat) | Uzbekistan |
| Irak             | —    | 4–1              | 6–1              | 1–2        |
| Kinesiska Taipei | 1–1  | —                | 8–0              | 0–3        |
| Palestina        | 1–4  | 0–1              | —                | 0–1        |
| Uzbekistan       | 1–1  | 3–0              | 6–1              | —          |

### Grupp 3
| Lag       | S | V | O | F | GM | IM | MS  | P  |
| --------- | - | - | - | - | -- | -- | --- | -- |
| Japan     | 6 | 6 | 0 | 0 | 16 | 1  | +15 | 18 |
| Oman      | 6 | 3 | 1 | 2 | 14 | 3  | +11 | 10 |
| Indien    | 6 | 1 | 1 | 4 | 2  | 18 | −16 | 4  |
| Singapore | 6 | 1 | 0 | 5 | 3  | 13 | −10 | 3  |

| Hemma \ Borta | Indien | Japan | Oman | Singapore |
| Indien        | —      | 0–4   | 1–5  | 1–0       |
| Japan         | 7–0    | —     | 1–0  | 1–0       |
| Oman          | 0–0    | 0–1   | —    | 7–0       |
| Singapore     | 2–0    | 1–2   | 0–2  | —         |

### Grupp 4
| Lag      | S | V | O | F | GM | IM | MS  | P  |
| -------- | - | - | - | - | -- | -- | --- | -- |
| Kuwait   | 6 | 5 | 0 | 1 | 15 | 2  | +13 | 15 |
| Kina     | 6 | 5 | 0 | 1 | 14 | 1  | +13 | 15 |
| Hongkong | 6 | 2 | 0 | 4 | 5  | 15 | −10 | 6  |
| Malaysia | 6 | 0 | 0 | 6 | 2  | 18 | −16 | 0  |

| Hemma \ Borta | Hongkong | Kina | Kuwait | Malaysia |
| Hongkong      | —        | 0–1  | 0–2    | 2–0      |
| Kina          | 7–0      | —    | 1–0    | 4–0      |
| Kuwait        | 4–0      | 1–0  | —      | 6–1      |
| Malaysia      | 1–3      | 0–1  | 0–2    | —        |

#### Inbördes möten
| Lag    | S | V | O | F | GM | IM | MS | P |
| ------ | - | - | - | - | -- | -- | -- | - |
| Kuwait | 2 | 1 | 0 | 1 | 1  | 1  | 0  | 3 |
| Kina   | 2 | 1 | 0 | 1 | 1  | 1  | 0  | 3 |

Kuwait rankas ovan Kina enligt regeln om flest gjorda mål i gruppen.

### Grupp 5
| Lag                   | S | V | O | F | GM | IM | MS | P  |
| --------------------- | - | - | - | - | -- | -- | -- | -- |
| Nordkorea             | 6 | 3 | 2 | 1 | 11 | 5  | +6 | 11 |
| Förenade arabemiraten | 6 | 3 | 1 | 2 | 6  | 6  | 0  | 10 |
| Thailand              | 6 | 2 | 1 | 3 | 9  | 10 | −1 | 7  |
| Jemen                 | 6 | 1 | 2 | 3 | 6  | 11 | −5 | 5  |

| Hemma \ Borta         | Förenade arabemiraten | Jemen | Nordkorea | Thailand |
| Förenade arabemiraten | —                     | 3–0   | 1–0       | 1–0      |
| Jemen                 | 3–1                   | —     | 1–1       | 0–3      |
| Nordkorea             | 0–0                   | 2–1   | —         | 4–1      |
| Thailand              | 3–0                   | 1–1   | 1–4       | —        |

### Grupp 6
| Lag          | S | V | O | F | GM | IM | MS  | P  |
| ------------ | - | - | - | - | -- | -- | --- | -- |
| Bahrain      | 6 | 4 | 2 | 0 | 15 | 4  | +11 | 14 |
| Syrien       | 6 | 2 | 2 | 2 | 7  | 7  | 0   | 8  |
| Tadzjikistan | 6 | 2 | 1 | 3 | 5  | 9  | −4  | 7  |
| Kirgizistan  | 6 | 1 | 1 | 4 | 5  | 12 | −7  | 4  |

| Hemma \ Borta | Bahrain | Kirgizistan | Syrien | Tadzjikistan |
| Bahrain       | —       | 5–0         | 2–1    | 4–0          |
| Kirgizistan   | 1–2     | —           | 1–1    | 1–2          |
| Syrien        | 2–2     | 0–1         | —      | 2–1          |
| Tadzjikistan  | 0–0     | 2–1         | 0–1    | —            |

### Grupp 7
| Lag        | S | V | O | F | GM | IM | MS | P  |
| ---------- | - | - | - | - | -- | -- | -- | -- |
| Sydkorea   | 6 | 4 | 2 | 0 | 9  | 2  | +7 | 14 |
| Libanon    | 6 | 3 | 2 | 1 | 11 | 5  | +6 | 11 |
| Vietnam    | 6 | 1 | 1 | 4 | 5  | 9  | −4 | 4  |
| Maldiverna | 6 | 1 | 1 | 4 | 5  | 14 | −9 | 4  |

| Hemma \ Borta | Libanon | Maldiverna | Sydkorea | Vietnam |
| Libanon       | —       | 3–0        | 1–1      | 0–0     |
| Maldiverna    | 2–5     | —          | 0–0      | 3–0     |
| Sydkorea      | 2–0     | 2–0        | —        | 2–0     |
| Vietnam       | 0–2     | 4–0        | 1–2      | —       |

#### Inbördes möten
| Lag        | S | V | O | F | GM | IM | MS | P |
| ---------- | - | - | - | - | -- | -- | -- | - |
| Vietnam    | 2 | 1 | 0 | 1 | 4  | 3  | +1 | 3 |
| Maldiverna | 2 | 1 | 0 | 1 | 3  | 4  | −1 | 3 |

### Grupp 8
| Lag          | S | V | O | F | GM | IM | MS  | P  |
| ------------ | - | - | - | - | -- | -- | --- | -- |
| Saudiarabien | 6 | 6 | 0 | 0 | 14 | 1  | +13 | 18 |
| Turkmenistan | 6 | 2 | 1 | 3 | 8  | 10 | −2  | 7  |
| Indonesien   | 6 | 2 | 1 | 3 | 8  | 12 | −4  | 7  |
| Sri Lanka    | 6 | 0 | 2 | 4 | 4  | 11 | −7  | 2  |

| Hemma \ Borta | Indonesien | Saudiarabien | Sri Lanka | Turkmenistan |
| Indonesien    | —          | 1–3          | 1–0       | 3–1          |
| Saudiarabien  | 3–0        | —            | 3–0       | 3–0          |
| Sri Lanka     | 2–2        | 0–1          | —         | 2–2          |
| Turkmenistan  | 3–1        | 0–1          | 2–0       | —            |

#### Inbördes möten
| Lag          | S | V | O | F | GM | IM | MS | P |
| ------------ | - | - | - | - | -- | -- | -- | - |
| Turkmenistan | 2 | 1 | 0 | 1 | 4  | 4  | 0  | 3 |
| Indonesien   | 2 | 1 | 0 | 1 | 4  | 4  | 0  | 3 |

Turkmenistan rankas ovan Indonesien enligt regeln om bäst målskillnad i gruppen.

## Tredje omgången
De åtta gruppvinnarna från andra omgången delades in i fyra seedningsgrupper, ur vilka ett lags drog från vardera seedningsgrupp och bildade två grupper om fyra lag. De två bästa lagen i dessa grupper kvalificerades för VM-slutspelet, medan treorna skulle spela playoff, ur vilken vinnaren fick möta ett lag från Concacaf om den sista VM-platsen.
|                  | Grupp A      | Grupp B   |
| ---------------- | ------------ | --------- |
| Seedningsgrupp 1 | Sydkorea     | Japan     |
| Seedningsgrupp 2 | Saudiarabien | Iran      |
| Seedningsgrupp 3 | Uzbekistan   | Bahrain   |
| Seedningsgrupp 4 | Kuwait       | Nordkorea |

### Grupp A
| Lag          | S | V | O | F | GM | IM | MS | P  |
| ------------ | - | - | - | - | -- | -- | -- | -- |
| Saudiarabien | 6 | 4 | 2 | 0 | 10 | 1  | +9 | 14 |
| Sydkorea     | 6 | 3 | 1 | 2 | 9  | 5  | +4 | 10 |
| Uzbekistan   | 6 | 1 | 2 | 3 | 7  | 11 | −4 | 5  |
| Kuwait       | 6 | 1 | 1 | 4 | 4  | 13 | −9 | 4  |

| Hemma \ Borta | Kuwait | Saudiarabien | Sydkorea | Uzbekistan |
| Kuwait        | —      | 0–0          | 0–4      | 2–1        |
| Saudiarabien  | 3–0    | —            | 2–0      | 3–0        |
| Sydkorea      | 2–0    | 0–1          | —        | 2–1        |
| Uzbekistan    | 3–2    | 1–1          | 1–1      | —          |

### Grupp B
| Lag       | S | V | O | F | GM | IM | MS | P  |
| --------- | - | - | - | - | -- | -- | -- | -- |
| Japan     | 6 | 5 | 0 | 1 | 9  | 4  | +5 | 15 |
| Iran      | 6 | 4 | 1 | 1 | 7  | 3  | +4 | 13 |
| Bahrain   | 6 | 1 | 1 | 4 | 4  | 7  | −3 | 4  |
| Nordkorea | 6 | 1 | 0 | 5 | 5  | 11 | −6 | 3  |

| Hemma \ Borta | Bahrain | Iran | Japan | Nordkorea |
| Bahrain       | —       | 0–0  | 0–1   | 2–3       |
| Iran          | 1–0     | —    | 2–1   | 1–0       |
| Japan         | 1–0     | 2–1  | —     | 2–1       |
| Nordkorea     | 1–2     | 0–2  | 0–2   | —         |

### Grupp-playoff
I tredje omgångens gruppspelsplayoff ställdes Uzbekistan mot Bahrain, där vinnaren kom att möta Trinidad och Tobago, som fått CONCACAF:s plats i det interkonfederala playoffspelet. Dubbelmöte tillämpades, där Bahrain kunde se sig segrande med hjälp av bortamålsregeln, efter två oavgjorda matcher.
En av CONCACAF:s större kontroverser kom i det som hade varit den första playoffmatchen, då Uzbekistan på bortaplan redan hade tagit ledningen med 1–0 och just fått en straff tilldömd till sig och domaren, japanen Toshimitsu Yoshida, valde att döma indirekt frispark åt Bahrain efter att en uzbekistansk spelare beträtt straffområdet innan straffen, som resulterade i mål, var slagen. Efter protester till Fifa, där Uzbekistan begärde att få resultat 3–0 tilldömt åt sig, beslutade Fifa att matchen skulle spelas om.
|       | 8 oktober 2005 | Uzbekistan    | 1 – 1           | Bahrain    | Pachtakor Markazij-stadion, Tasjkent            |                                                 |
| 17.05 | 17.05          | Sjatskich 19′ | (1 – 1) Rapport | 17′ Yousef | Publik: 55 000 Domare: Massimo Busacca, Schweiz | Publik: 55 000 Domare: Massimo Busacca, Schweiz |
| 17.05 | 17.05          |               |                 |            | Publik: 55 000 Domare: Massimo Busacca, Schweiz | Publik: 55 000 Domare: Massimo Busacca, Schweiz |
| 17.05 | 17.05          |               |                 |            | Publik: 55 000 Domare: Massimo Busacca, Schweiz | Publik: 55 000 Domare: Massimo Busacca, Schweiz |

|       | 12 oktober 2005 | Bahrain | 0 – 0   | Uzbekistan | Bahrain National Stadium, Manama            |                                             |
| 22.00 | 22.00           |         | Rapport |            | Publik: 25 000 Domare: Graham Poll, England | Publik: 25 000 Domare: Graham Poll, England |
| 22.00 | 22.00           |         |         |            | Publik: 25 000 Domare: Graham Poll, England | Publik: 25 000 Domare: Graham Poll, England |
| 22.00 | 22.00           |         |         |            | Publik: 25 000 Domare: Graham Poll, England | Publik: 25 000 Domare: Graham Poll, England |

## Playoff mellan AFC och CONCACAF
|             | 12 november 2005 | Trinidad och Tobago | 1 – 1           | Bahrain     | Hasely Crawford Stadium, Port of Spain         |                                                |
| 18.30 UTC-4 | 18.30 UTC-4      | Birchall 76′        | (0 – 0) Rapport | 72′ Ghuloom | Publik: 24 991 Domare: Mark Shield, Australien | Publik: 24 991 Domare: Mark Shield, Australien |
| 18.30 UTC-4 | 18.30 UTC-4      |                     |                 |             | Publik: 24 991 Domare: Mark Shield, Australien | Publik: 24 991 Domare: Mark Shield, Australien |
| 18.30 UTC-4 | 18.30 UTC-4      |                     |                 |             | Publik: 24 991 Domare: Mark Shield, Australien | Publik: 24 991 Domare: Mark Shield, Australien |

|             | 16 november 2005 | Bahrain | 0 – 1           | Trinidad och Tobago | Bahrain National Stadium, Riffa             |                                             |
| 19.00 UTC+3 | 19.00 UTC+3      |         | (0 – 0) Rapport | 49′ Lawrence        | Publik: 35 000 Domare: Óscar Ruiz, Colombia | Publik: 35 000 Domare: Óscar Ruiz, Colombia |
| 19.00 UTC+3 | 19.00 UTC+3      |         |                 |                     | Publik: 35 000 Domare: Óscar Ruiz, Colombia | Publik: 35 000 Domare: Óscar Ruiz, Colombia |
| 19.00 UTC+3 | 19.00 UTC+3      |         |                 |                     | Publik: 35 000 Domare: Óscar Ruiz, Colombia | Publik: 35 000 Domare: Óscar Ruiz, Colombia |

### Webbkällor
- ”2006 FIFA World Cup Germany ™ Preliminaries – Asian Zone” (på engelska). fifa.com. Fifa. http://www.fifa.com/worldcup/archive/germany2006/preliminaries/preliminary=7861/index.html. Läst 18 augusti 2011.
- ”2006 FIFA World Cup Germany ™ Preliminaries – play off AFC/CONCACAF” (på engelska). fifa.com. Fifa. http://www.fifa.com/worldcup/archive/germany2006/preliminaries/preliminary=8903/index.html. Läst 18 augusti 2011.